# Meir Porush
Meir Porush (in ebraico מֵאִיר פֹּרוּשׁ‎?; Gerusalemme, 11 giugno 1955) è un politico israeliano che è stato membro della Knesset per vari partitio sin dal 1996. Dal dicembre 2022 è Ministro degli Affari israeliani e della tradizione ebraica nel governo Netanyahu VI, in precedenza ha ricoperto l'incarico di Vice Ministro dell'Educazione.

## Biografia
Suo padre, il rabbino Menachem Porush (1916–2010), è stato uno dei membri della Knesset più longevi. Meir è stato educato in una yeshiva. Dopo aver lasciato la yeshiva, ha prestato servizio nelle Forze di Difesa Israeliane (IDF) e ha sostenuto l'ulteriore partecipazione degli Haredi al servizio militare.

### Carriera politica
Prima di entrare alla Knesset, Porush è stato membro del consiglio comunale di Gerusalemme per tredici anni. È stato anche vicesindaco di Gerusalemme. Ha corso senza successo alle elezioni del sindaco di Gerusalemme del 1983 come candidato all'Agudat Yisrael. Si candidò di nuovo a sindaco nel 1989, ma ancora una volta senza successo.
È stato eletto per la prima volta alla Knesset nelle elezioni del 1996 come candidato Agudat Yisrael nella lista del giudaismo della Torah unita ed è stato nominato Vice Ministro dell'edilizia abitativa nel primo governo di Benyamin Netanyahu.
Porush ha mantenuto il suo seggio nelle elezioni del 1999 e ha presieduto l'inchiesta della Knesset sui problemi finanziari dei consigli locali. Dopo che Ariel Sharon ha vinto un'elezione speciale per il primo ministro nel 2001, Porush è stato confermato Vice Ministro dell'edilizia abitativa e delle costruzioni.
Ha mantenuto il seggio alle elezioni del 2003. Nel 2005 suscitò polemiche dicendo che l'allora primo ministro Ariel Sharon gli ricordava Benito Mussolini.  È stato rieletto nuovamente nel 2006 e si è candidato sindaco di Gerusalemme nel 2008, perdendo contro il politico del Likud Nir Barkat, dal 50% al 42%.
Porush ha mantenuto il suo seggio alla Knesset nelle elezioni del 2009 ed è stato nominato Vice Ministro dell'Istruzione nel secondo governo di Netanyahu. Tuttavia, si è dimesso il 6 febbraio 2011, nell'ambito di un accordo di rotazione dei seggi. È stato nuovamente rieletto nel 2013 e nel 2015 ed è stato nominato di nuovo  Vice Ministro dell'Istruzione nel quarto governo di Netanyahu formato nel maggio 2015.
Nel marzo 2016, Porush è stato rimproverato dal comitato etico della Knesset per aver affermato che le "donne del Muro" dovrebbero essere "gettate ai cani".  Porush ha risposto dicendo che se "le donne del Muro" si fossero astenute dal mangiare cibo non kosher, si sarebbe scusato con loro.
Nel maggio 2016 si è dimesso dalla Knesset per consentire a Ya'akov Asher di prendere il suo posto come parte dell'accordo di rotazione tra le parti in United Torah Judaism. È tornato alla Knesset nel 2019, ma ha rassegnato le dimissioni nel giugno 2020 dopo essere stato nominato Vice Ministro dell'Istruzione, consentendo a Yitzhak Pindros di prendere il suo posto.

## Vita privata
Porush vive a Gerusalemme con sua moglie e dodici figli.